# 乙酸盐
乙酸盐 ，俗称醋酸盐，是乙酸所成的盐，含有乙酸根离子CH3COO−，即乙酸去掉羧基质子后形成的阴离子。

## 乙酸根離子
乙酸根離子的化學式是[C2H3O2]−，它是一種羧酸根离子，並且是乙酸的共軛鹼。乙酸根離子是從乙酸的去質子化而獲得：
CH3COOH → CH3COO− + H+

## 符号
有機化學中，CH3COO—称作乙酰氧基。由于乙酰基（Acetyl）是以簡寫「Ac」來表示，乙酰氧基则为AcO—。
无机化学中，Ac−一般指乙酸根（Acetate），因此乙酸和乙酸鈉分別以「HAc」和「NaAc」來表示。
雖然元素錒的化學符號同是「Ac」，但由於錒在有機化學中並沒有任何角色，所以很少會與乙酸根造成誤解。

## 結構

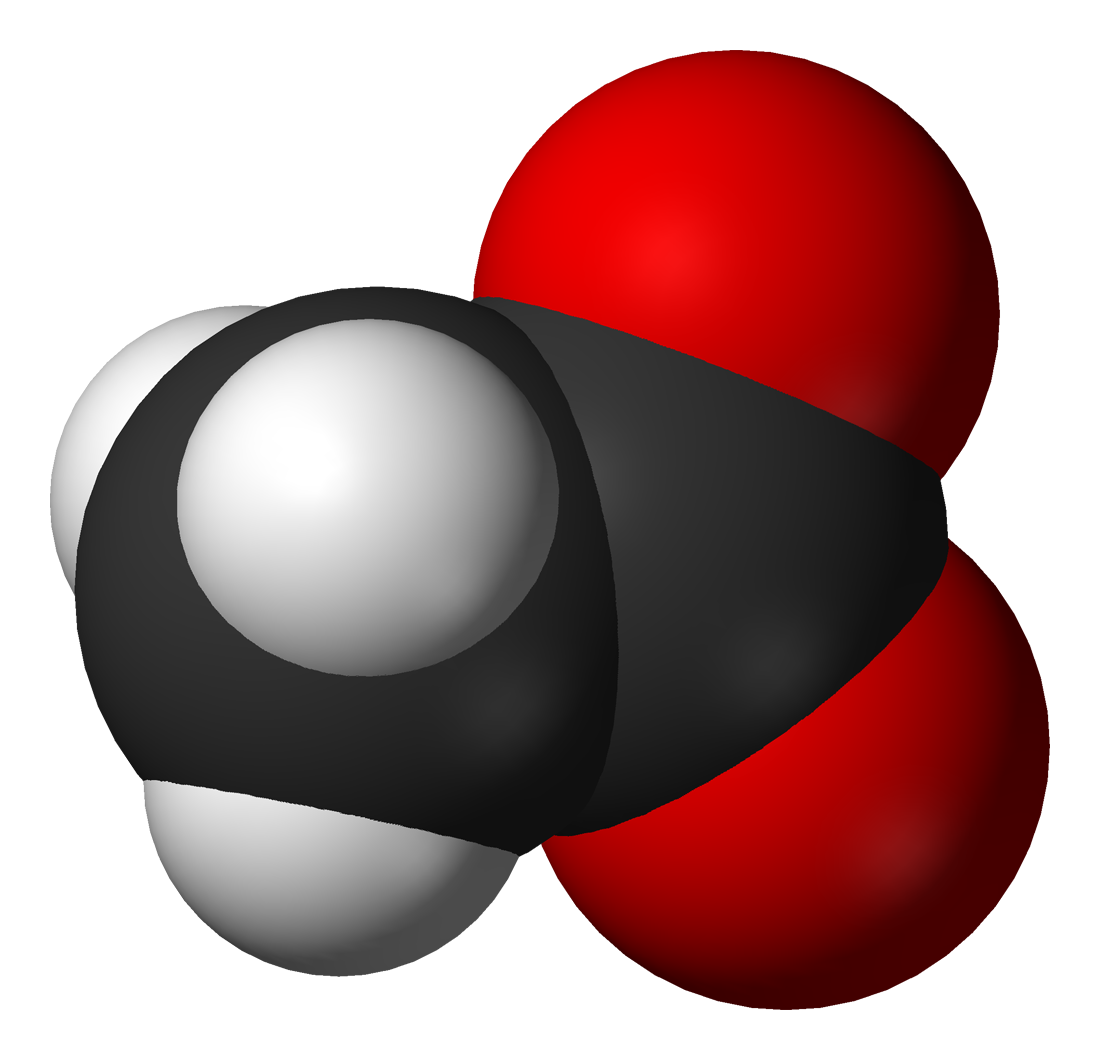
乙酸根離子的空间填充模型
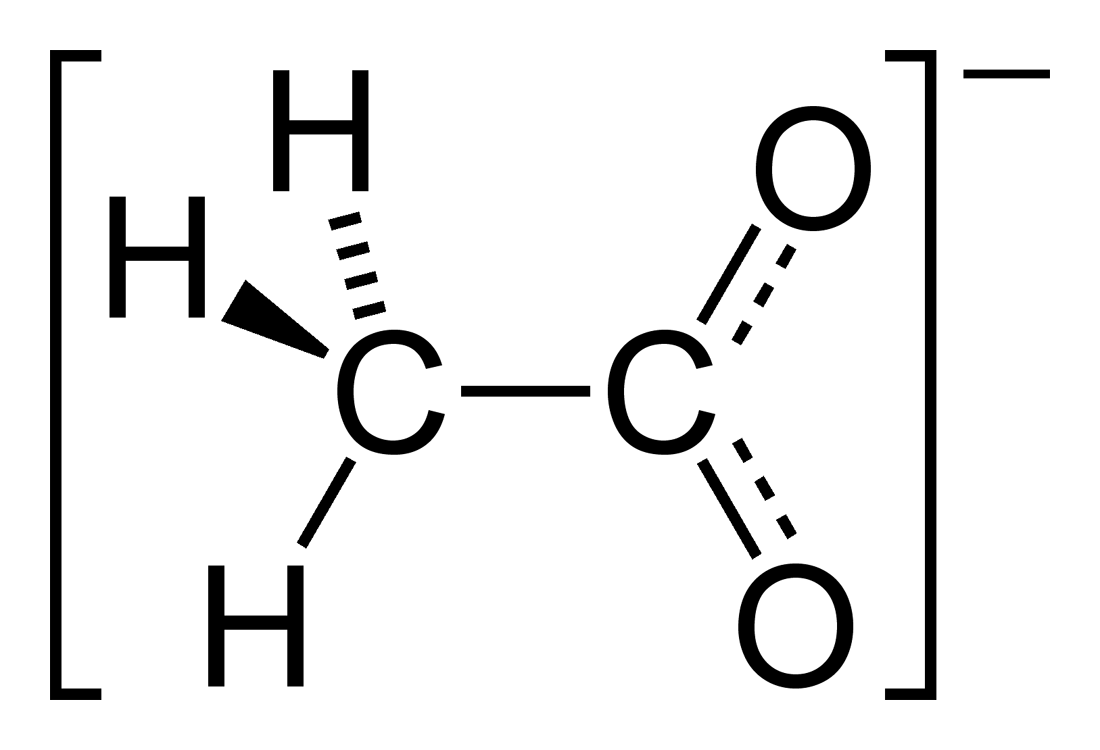
乙酸根離子的結構式
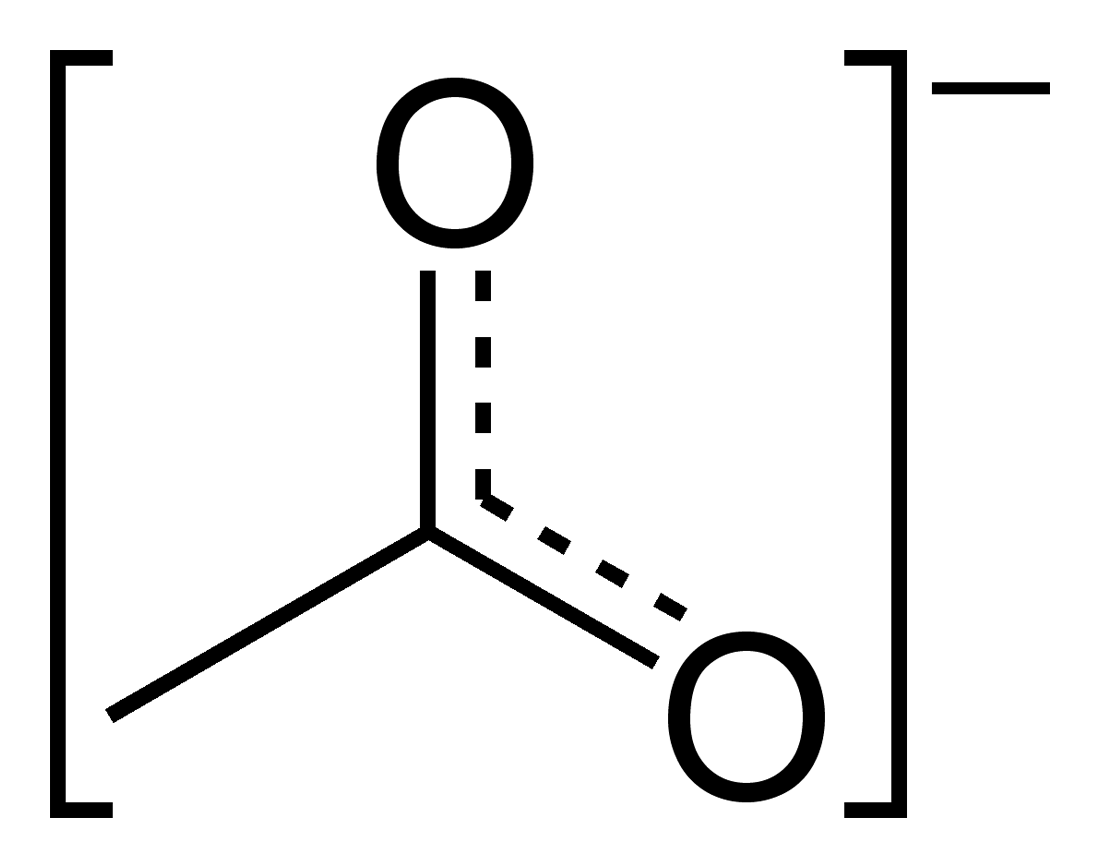
乙酸根離子的共振結構圖
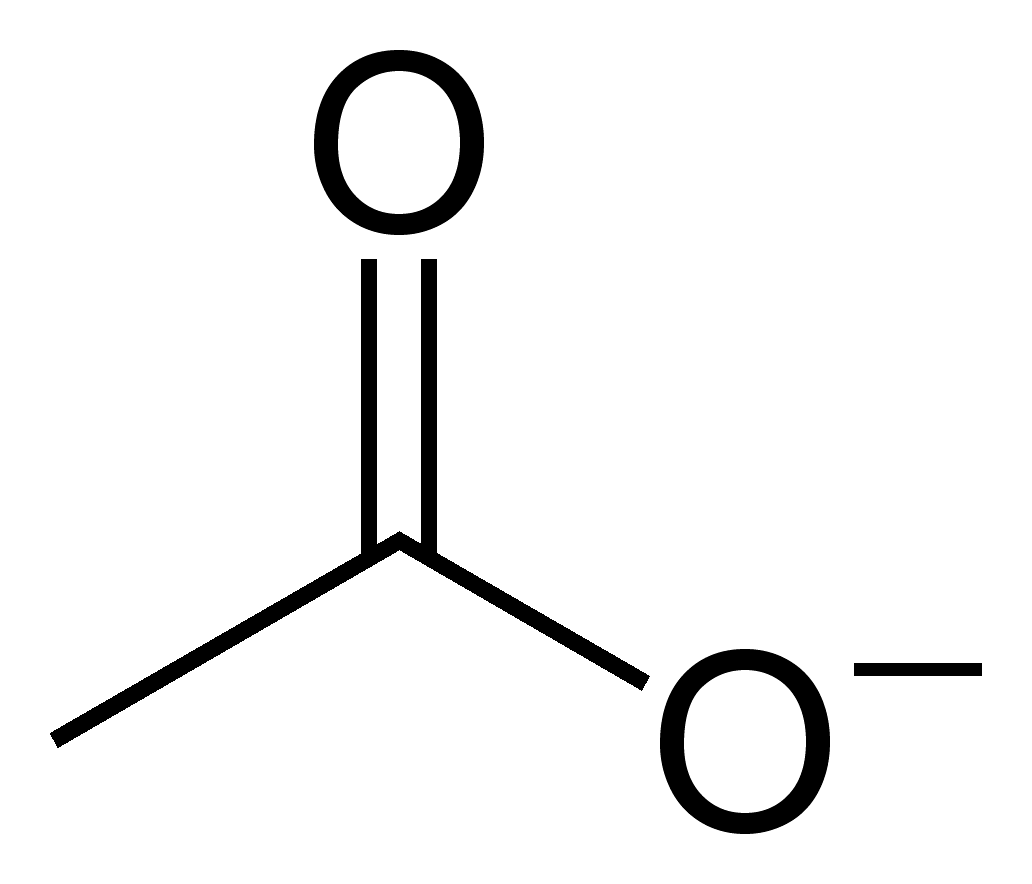
乙酸根離子的骨架結構
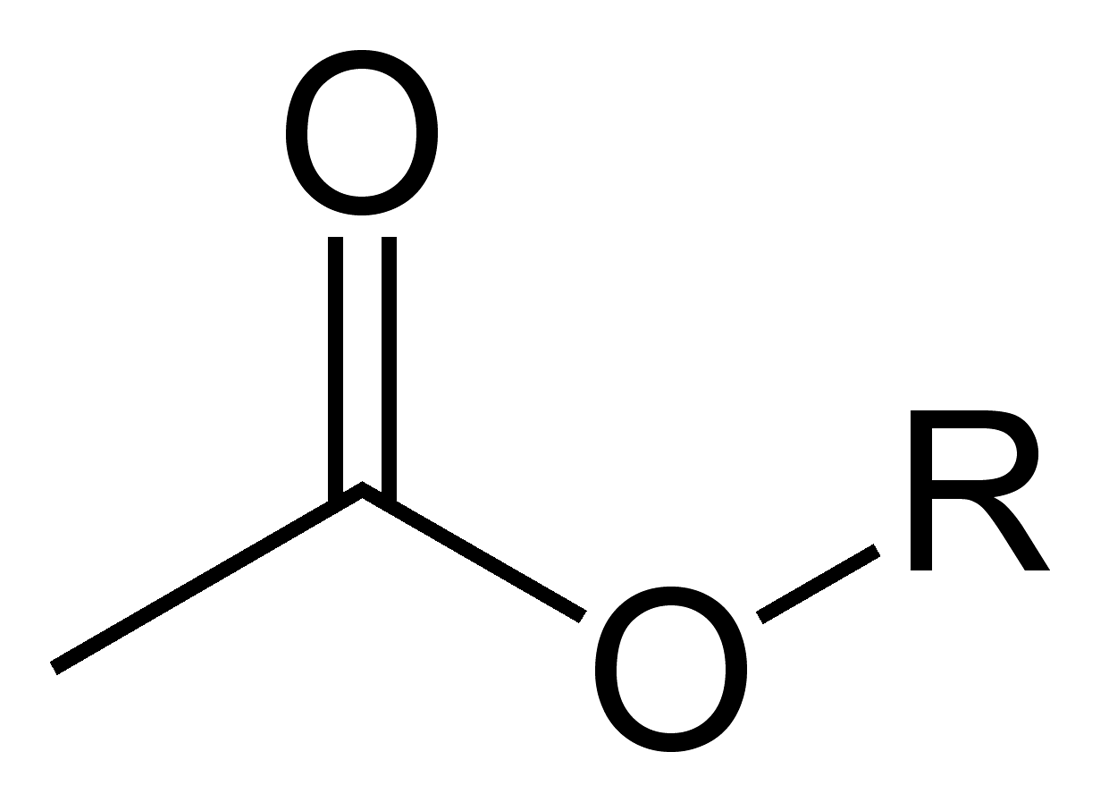
乙酸酯的通式
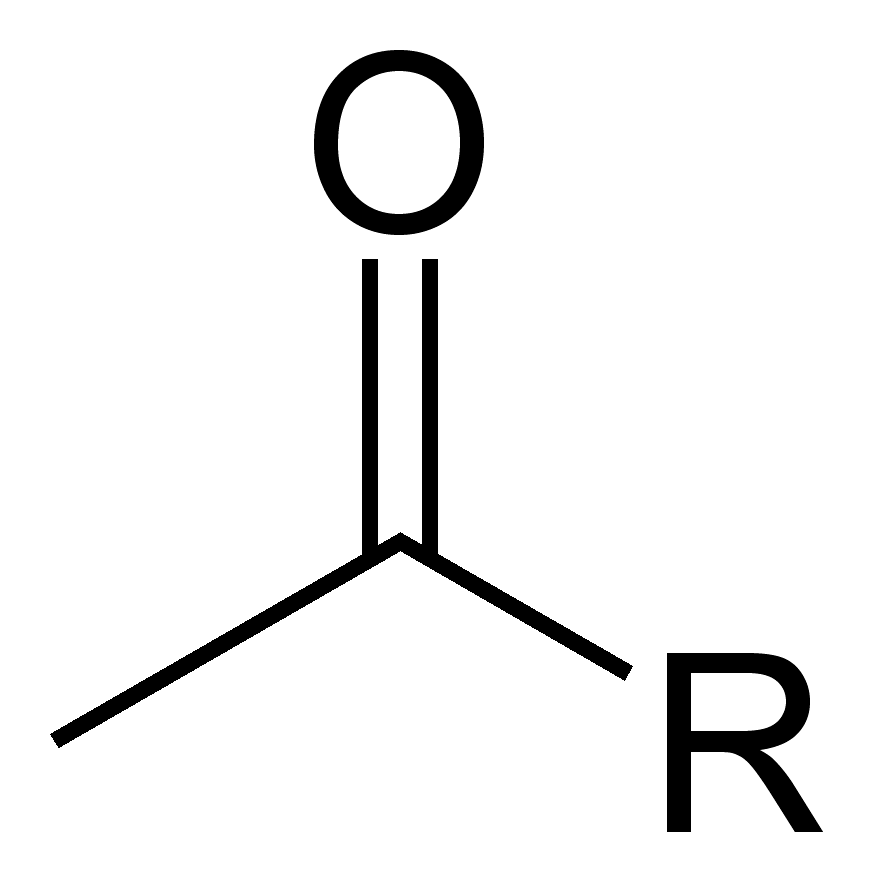
乙酰基

## 反應
乙酸鹽在強酸的環境下會重新獲得一個質子，生成乙酸。例如乙酸鈉跟鹽酸反應，生成氯化鈉和乙酸。
電解乙酸鹽可製備乙烷、二氧化碳和相應的氫氧化物。該反應為科爾貝反應。